# Ковальов Сергій Олександрович (механізатор)
Сергій Олександрович Ковальов (14 вересня 1959, місто Біробіджан, тепер Єврейська автономна область, Російська Федерація) — радянський діяч, механізатор колгоспу «Завіти Ілліча» села Валдгейм Біробіджанського району Єврейської автономної області Хабаровського краю. Член ЦК КПРС у 1990—1991 роках.

## Життєпис
У 1977 році закінчив сільське професійно-технічне училище № 3 міста Біробіджана.
У 1977 році працював механізатором колгоспу «Завіти Ілліча» села Валдгейм Біробіджанського району Єврейської автономної області Хабаровського краю.
З 1977 по 1979 рік служив у Радянській армії.
З 1979 року — механізатор колгоспу «Завіти Ілліча» села Валдгейм Біробіджанського району Єврейської автономної області Хабаровського краю.
Член КПРС з 1982 року.
У 1988 році закінчив Біробіджанський сільськогосподарський технікум.
Подальша доля невідома.